# Coll de Confrides
El coll d'Ares o coll de Confrides és un pas de muntanya de 966 metres d'altura en la separació entre la serra d'Aitana i la Serrella, així com entre els llocs d'Ares del Bosc, al terme de Benasau, i Confrides. És el pas natural entre les comarques del Comtat i la Marina Baixa.